# Daniela Hodrová
Daniela Hodrová (Praga, 5 de julio de 1946-Praga, 30 de agosto de 2024) fue una novelista checa.

## Biografía
Tras finalizar sus estudios secundarios, Daniela Hodrová trabajó durante un corto período como ayudante de dirección y asesora literaria en el teatro Jiří Wolker.
Estudió ruso y checo en Praga, obteniendo el posgraduado en lengua francesa y literatura comparada.
Desde 1975 ha trabajado en el Instituto de Literatura Checa de la Academia de Ciencias y, en su narrativa, suele incorporar elementos de su trabajo como investigadora literaria.

## Obra
Aunque Daniela Hodrová empezó a escribir a finales de la década de 1970, la mayor parte de sus trabajos no fueron publicados hasta 1989, tras los cambios políticos que tuvieron lugar en Checoslovaquia. En sus primeras novelas —Kukly y Podobojí (1991), las dos primeras entregas de una trilogía—, Hodrová expone su punto de vista sobre el paralelismo y la coexistencia de varios planos temporales, proyectados en la consciencia del narrador o en el alter ego de la autora. En estos textos, Hodrová remarca la crucial importancia de la consciencia histórica; la mayor parte de sus referencias aluden a hechos históricos relacionados con su Praga natal.
La obra que cierra el tríptico, Théta, supone un cambio en cuanto a que dentro del entramado histórico hace su entrada el destino del propio narrador.
Las obras de Hodrová han sido interpretadas como características «novelas de Praga», dentro de las cuales se incluye Město vidím... (1992), que contiene ecos de los cambios experimentados en Checoslovaquia en 1989.
Después de varios años de silencio, Hodrová publicó Komedie (2003), texto de carácter autobiográfico deliberadamente presentado como una declaración concreta y creíble sobre la vida y el destino de un individuo.
Esta obra supone un cambio de género y, de acuerdo a la propia autora, constituye «una ficción poética, una confesión de autotormento y una farsa nacional».
Komedie ha sido considerada la culminación de Hodrová en cuanto a la negación del género literario y al énfasis de la autorreflexión.
Daniela Hodrová fue galardonada en 2011 con el Premio Estatal de literatura checa por su novela Vyvolávání (2010).
De acuerdo a Ladislav Nagy «Vyvolávání es un texto que no puede ser fácilmente categorizado en términos de género. No se puede hablar de una novela tradicional, el elemento narrativo juega un papel secundario y el lector no debe esperar un único tema unificado... el texto también se puede describir en cierta medida como un ensayo o incluso como un libro de memorias. El habitual argumento ha desaparecido y es sustituido por una especie de mosaico de colores compuesto por unidades más pequeñas».
En 2012 Hodrová fue distinguida con el premio Franz Kafka.
Su posterior novela Točité věty (2014) está estrechamente relacionada con la vida de la traductora y poeta Bohumila Grögerová, y de la artista Adriena Šimotová. Sin embargo, la obra no solo relata de forma novelada sus historias, sino que constituye también un profundo testimonio de las angustias metafísicas de la vida moderna.
Esta obra recibió el premio Magnesia Litera al libro del año en 2016.

## Estilo
Al igual que otros autores checos como Václav Jamek, Michal Ajvaz y Jiří Kratochvil, Daniela Hodrová forma parte de la corriente literaria posmodernista, con textos que incluyen situaciones estrafalarias y que incorporan pasajes ensayísticos.
Es una escritora que planifica sus trabajos con precisión, escribe ensayos sobre literatura y es una investigadora literaria especializada en teoría de la novela. Comparte esta última dualidad con otros narradores coetáneos como Sylvie Richterová o Vladimír Macura.
En consecuencia, sus novelas tienden a ser sofisticadas y la historia va cambiando de perspectiva, en ciertas ocasiones enfocando un estrecho horizonte de la percepción y en otras emergiendo un omnipresente narrador capaz de vislumbrar el futuro. Al final de su novela Théta, la propia Hodrová aparece en el texto, a la vez como personaje de la obra y como autora del mismo.
Hodrová es capaz de dotar de magia a los distritos praguenses de Vinohrady y Žižkov —al igual que su compatriota Jiří Kratochvil hace con la ciudad de Brno— convirtiendo a la capital checa en una ciudad «precaria, seductora e inquietante».
Su estilo es el paradigma de la duda y la incertidumbre; así, el significado último de los distintos acontecimientos que van teniendo lugar permanece ambiguo conforme se desarrolla la novela.

## Obras
- Hledání románu (1989)
- Podobojí (1991)
- Kukly (1991)
- Théta (1991)
- Město vidím... (1992)
- Román zasvěcení (1993)
- Místa s tajemstvím (1994)
- Perunův den (1994)
- Ztracené děti (1997)
- Trýznivé město (1999)
- Komedie (2003)
- Citlivé město (2006)
- Vyvolávání (2010)
- Chvála schoulení: Eseje z poetiky pomíjivosti (2011)
- Točité věty (2014)